# Lista över fornlämningar i Norrköpings kommun (Kullerstad)
Lista över fornlämningar i Norrköpings kommun (Kullerstad) är en förteckning av ett urval av de fornlämningar som finns i Kullerstad i Norrköpings kommun.
| Namn                            | Lämningstyp                 | Tillkomsttid | Historisk indelning      | Plats       | Läge                 | ID-nr          | Bild                                      |
| ------------------------------- | --------------------------- | ------------ | ------------------------ | ----------- | -------------------- | -------------- | ----------------------------------------- |
| Kullerstad 1:1                  | Stensättning                |              | Kullerstad, Östergötland |             | 58.581115, 15.988771 | 10045100010001 | Ladda upp en bild av detta fornminne      |
| Borggölsberget (Kullerstad 2:1) | Fornborg                    |              | Kullerstad, Östergötland |             | 58.576080, 16.022295 | 10045100020001 | Ladda upp en bild av detta fornminne      |
| Kullerstad 3:1                  | Gravfält                    |              | Kullerstad, Östergötland |             | 58.565620, 16.010992 | 10045100030001 | Ladda upp en bild av detta fornminne      |
| Kullerstad 4:1                  | Stensättning                |              | Kullerstad, Östergötland |             | 58.568712, 15.999247 | 10045100040001 | Ladda upp en bild av detta fornminne      |
| Kullerstad 4:2                  | Grav markerad av sten/block |              | Kullerstad, Östergötland |             | 58.568815, 15.998998 | 10045100040002 | Ladda upp en bild av detta fornminne      |
| Kullerstad 5:1                  | Runristning                 |              | Kullerstad, Östergötland |             | 58.568583, 16.001190 | 10045100050001 | Ladda upp en bild av detta fornminne      |
| Kullerstad 6:1                  | Stensättning                |              | Kullerstad, Östergötland |             | 58.569401, 15.998924 | 10045100060001 | Ladda upp en bild av detta fornminne      |
| Kullerstad 7:1                  | Gravfält                    |              | Kullerstad, Östergötland |             | 58.567247, 16.007611 | 10045100070001 | Ladda upp en bild av detta fornminne      |
| Kullerstad 9:1                  | Stensättning                |              | Kullerstad, Östergötland |             | 58.574581, 15.994121 | 10045100090001 | Ladda upp en bild av detta fornminne      |
| Kullerstad 10:1                 | Gravfält                    |              | Kullerstad, Östergötland |             | 58.559854, 15.987537 | 10045100100001 | Ladda upp en bild av detta fornminne      |
| Kullerstad 11:1                 | Hög                         |              | Kullerstad, Östergötland |             | 58.559101, 15.986976 | 10045100110001 | Ladda upp en bild av detta fornminne      |
| Kullerstad 12:1                 | Gravfält                    |              | Kullerstad, Östergötland |             | 58.556363, 15.986379 | 10045100120001 | Ladda upp en bild av detta fornminne      |
| Kullerstad 13:1                 | Stensättning                |              | Kullerstad, Östergötland |             | 58.566530, 15.976115 | 10045100130001 | Ladda upp en bild av detta fornminne      |
| Kullerstad 13:2                 | Stensättning                |              | Kullerstad, Östergötland |             | 58.566658, 15.976241 | 10045100130002 | Ladda upp en bild av detta fornminne      |
| Kullerstad 13:3                 | Stensättning                |              | Kullerstad, Östergötland |             | 58.566900, 15.976303 | 10045100130003 | Ladda upp en bild av detta fornminne      |
| Kullerstad 15:1                 | Gravfält                    |              | Kullerstad, Östergötland |             | 58.565419, 15.985052 | 10045100150001 | Ladda upp en bild av detta fornminne      |
| Kullerstad 16:1                 | Stensättning                |              | Kullerstad, Östergötland |             | 58.577439, 15.985719 | 10045100160001 | Ladda upp en bild av detta fornminne      |
| Kullerstad 16:2                 | Stensättning                |              | Kullerstad, Östergötland |             | 58.577526, 15.985604 | 10045100160002 | Ladda upp en bild av detta fornminne      |
| Kullerstad 17:1                 | Gravfält                    |              | Kullerstad, Östergötland |             | 58.580762, 15.980084 | 10045100170001 | Ladda upp en bild av detta fornminne      |
| Kullerstad 18:1                 | Stensättning                |              | Kullerstad, Östergötland |             | 58.587720, 15.952682 | 10045100180001 | Ladda upp en bild av detta fornminne      |
| Kullerstad 22:1                 | Gravfält                    |              | Kullerstad, Östergötland |             | 58.577857, 15.980521 | 10045100220001 | Ladda upp en bild av detta fornminne      |
| Kullerstad 23:1                 | Gravfält                    |              | Kullerstad, Östergötland |             | 58.580225, 15.969458 | 10045100230001 | Ladda upp en bild av detta fornminne      |
| Kullerstad 24:1                 | Gravfält                    |              | Kullerstad, Östergötland |             | 58.579612, 15.971928 | 10045100240001 | Ladda upp en bild av detta fornminne      |
| Kullerstad 26:1                 | Stensättning                |              | Kullerstad, Östergötland |             | 58.581968, 15.961458 | 10045100260001 | Ladda upp en bild av detta fornminne      |
| Kullerstad 27:1                 | Stensättning                |              | Kullerstad, Östergötland |             | 58.581213, 15.963637 | 10045100270001 | Ladda upp en bild av detta fornminne      |
| Kullerstad 27:2                 | Stensättning                |              | Kullerstad, Östergötland |             | 58.581557, 15.963624 | 10045100270002 | Ladda upp en bild av detta fornminne      |
| Ög 162 (Kullerstad 29:1)        | Runristning                 |              | Kullerstad, Östergötland | Gunnars bro | 58.584565, 15.945001 | 10045100290001 | Ladda upp en till bild av detta fornminne |
| Kullerstad 29:2                 | Hällristning                |              | Kullerstad, Östergötland |             | 58.584561, 15.944999 | 10045100290002 | Ladda upp en bild av detta fornminne      |
| Kullerstad 31:1                 | Stensättning                |              | Kullerstad, Östergötland |             | 58.590207, 15.911491 | 10045100310001 | Ladda upp en bild av detta fornminne      |
| Kullerstad 32:1                 | Gravfält                    |              | Kullerstad, Östergötland |             | 58.572592, 15.930432 | 10045100320001 | Ladda upp en bild av detta fornminne      |
| Kullerstad 33:1                 | Stensättning                |              | Kullerstad, Östergötland |             | 58.573718, 15.931470 | 10045100330001 | Ladda upp en bild av detta fornminne      |
| Kullerstad 34:1                 | Gravfält                    |              | Kullerstad, Östergötland |             | 58.572592, 15.932632 | 10045100340001 | Ladda upp en bild av detta fornminne      |
| Kullerstad 36:1                 | Stensättning                |              | Kullerstad, Östergötland |             | 58.573354, 15.922635 | 10045100360001 | Ladda upp en bild av detta fornminne      |
| Kullerstad 37:1                 | Gravfält                    |              | Kullerstad, Östergötland |             | 58.576189, 15.922279 | 10045100370001 | Ladda upp en bild av detta fornminne      |
| Kullerstad 38:1                 | Gravfält                    |              | Kullerstad, Östergötland |             | 58.583432, 15.905709 | 10045100380001 | Ladda upp en bild av detta fornminne      |
| Kullerstad 41:1                 | Gravfält                    |              | Kullerstad, Östergötland |             | 58.577184, 15.886334 | 10045100410001 | Ladda upp en bild av detta fornminne      |
| Kullerstad 44:1                 | Gravfält                    |              | Kullerstad, Östergötland |             | 58.569327, 15.937562 | 10045100440001 | Ladda upp en bild av detta fornminne      |
| Galgbacken (Kullerstad 45:1)    | Gravfält                    |              | Kullerstad, Östergötland |             | 58.576359, 15.942964 | 10045100450001 | Ladda upp en bild av detta fornminne      |
| Kullerstad 46:1                 | Stensättning                |              | Kullerstad, Östergötland |             | 58.576269, 15.955258 | 10045100460001 | Ladda upp en bild av detta fornminne      |
| Kullerstad 46:2                 | Stensättning                |              | Kullerstad, Östergötland |             | 58.576184, 15.955336 | 10045100460002 | Ladda upp en bild av detta fornminne      |
| Kullerstad 46:3                 | Stensättning                |              | Kullerstad, Östergötland |             | 58.576084, 15.955259 | 10045100460003 | Ladda upp en bild av detta fornminne      |
| Kullerstad 46:4                 | Stensättning                |              | Kullerstad, Östergötland |             | 58.576378, 15.955284 | 10045100460004 | Ladda upp en bild av detta fornminne      |
| Kullerstad 47:1                 | Stensättning                |              | Kullerstad, Östergötland |             | 58.575774, 15.955574 | 10045100470001 | Ladda upp en bild av detta fornminne      |
| Kullerstad 47:2                 | Stensättning                |              | Kullerstad, Östergötland |             | 58.575655, 15.955669 | 10045100470002 | Ladda upp en bild av detta fornminne      |
| Kullerstad 49:1                 | Stensättning                |              | Kullerstad, Östergötland |             | 58.572356, 15.945897 | 10045100490001 | Ladda upp en bild av detta fornminne      |
| Kullerstad 49:2                 | Stensättning                |              | Kullerstad, Östergötland |             | 58.572294, 15.945724 | 10045100490002 | Ladda upp en bild av detta fornminne      |
| Kullerstad 50:1                 | Gravfält                    |              | Kullerstad, Östergötland |             | 58.571083, 15.952393 | 10045100500001 | Ladda upp en bild av detta fornminne      |
| Kullerstad 53:1                 | Stensättning                |              | Kullerstad, Östergötland |             | 58.579633, 15.926925 | 10045100530001 | Ladda upp en bild av detta fornminne      |
| Kullerstad 54:1                 | Stensättning                |              | Kullerstad, Östergötland |             | 58.577846, 15.927084 | 10045100540001 | Ladda upp en bild av detta fornminne      |
| Kullerstad 55:1                 | Stensättning                |              | Kullerstad, Östergötland |             | 58.578670, 15.927111 | 10045100550001 | Ladda upp en bild av detta fornminne      |
| Kullerstad 55:2                 | Stensättning                |              | Kullerstad, Östergötland |             | 58.578514, 15.927360 | 10045100550002 | Ladda upp en bild av detta fornminne      |
| Kullerstad 66:1                 | Gravfält                    |              | Kullerstad, Östergötland |             | 58.571148, 15.950237 | 10045100660001 | Ladda upp en bild av detta fornminne      |
| Kullerstad 67:1                 | Stensättning                |              | Kullerstad, Östergötland |             | 58.573296, 15.945453 | 10045100670001 | Ladda upp en bild av detta fornminne      |
| Kullerstad 69:1                 | Runristning                 |              | Kullerstad, Östergötland |             | 58.580379, 15.943402 | 10045100690001 | Ladda upp en bild av detta fornminne      |
| Kullerstad 75:1                 | Gravfält                    |              | Kullerstad, Östergötland |             | 58.587281, 15.896102 | 10045100750001 | Ladda upp en bild av detta fornminne      |
| Kullerstad 79:1                 | Stensättning                |              | Kullerstad, Östergötland |             | 58.560471, 15.987891 | 10045100790001 | Ladda upp en bild av detta fornminne      |
| Kullerstad 79:2                 | Stensättning                |              | Kullerstad, Östergötland |             | 58.560313, 15.988097 | 10045100790002 | Ladda upp en bild av detta fornminne      |
| Kullerstad 79:3                 | Stensättning                |              | Kullerstad, Östergötland |             | 58.560526, 15.987562 | 10045100790003 | Ladda upp en bild av detta fornminne      |
| Kullerstad 80:1                 | Stensättning                |              | Kullerstad, Östergötland |             | 58.570324, 15.936440 | 10045100800001 | Ladda upp en bild av detta fornminne      |
| Kullerstad 86:1                 | Hög                         |              | Kullerstad, Östergötland |             | 58.570483, 15.931153 | 10045100860001 | Ladda upp en bild av detta fornminne      |
| Kullerstad 89:1                 | Stensättning                |              | Kullerstad, Östergötland |             | 58.587762, 15.943953 | 10045100890001 | Ladda upp en bild av detta fornminne      |
| Kullerstad 89:2                 | Stensättning                |              | Kullerstad, Östergötland |             | 58.587586, 15.944032 | 10045100890002 | Ladda upp en bild av detta fornminne      |
| Kullerstad 95:1                 | Gravfält                    |              | Kullerstad, Östergötland |             | 58.584001, 15.936008 | 10045100950001 | Ladda upp en bild av detta fornminne      |
| Kullerstad 96:1                 | Stensättning                |              | Kullerstad, Östergötland |             | 58.584799, 15.944033 | 10045100960001 | Ladda upp en bild av detta fornminne      |
| Kullerstad 98:1                 | Gravfält                    |              | Kullerstad, Östergötland |             | 58.581795, 15.931172 | 10045100980001 | Ladda upp en bild av detta fornminne      |
| Kullerstad 100:1                | Stensättning                |              | Kullerstad, Östergötland |             | 58.584605, 15.925673 | 10045101000001 | Ladda upp en bild av detta fornminne      |